# Мотыка, Томаш
Томаш Марек Мотыка (пол. Tomasz Marek Motyka, род. 8 мая 1981) — польский фехтовальщик, шпажист, серебряный призёр Олимпийских игр.
Томаш Мотыка родился в 1981 году во Вроцлаве. В 2003 году стал бронзовым призёром чемпионата Европы по фехтованию, в 2005 — чемпионом в личном и командном первенстве. В 2008 году на Олимпийских играх Томаш Мотыка в составе польской сборной завоевал (вместе с Робертом Анджеюком, Адамом Верчёхом и Радославом Завротняком) серебряную медаль, за что указом Президента Польши был награждён золотым Крестом Заслуги. В 2009 году стал бронзовым призёром чемпионата мира.